# Golden Globe Awards 1964
Die 21. Verleihung der Golden Globe Awards fand am 11. März 1964 statt.

## Nominierungen und Gewinner im Bereich Film
| Film                                   | N | A |
| -------------------------------------- | - | - |
| Tom Jones – Zwischen Bett und Galgen   | 7 | 3 |
| Die Unbezwingbaren                     | 7 | 2 |
| Der Kardinal                           | 6 | 2 |
| Der Wildeste unter Tausend             | 5 | 0 |
| Lilien auf dem Felde                   | 4 | 2 |
| Captain Newman                         | 4 | 0 |
| Cleopatra                              | 4 | 0 |
| Wenn mein Schlafzimmer sprechen könnte | 4 | 0 |
| Das Mädchen Irma la Douce              | 3 | 1 |
| Frauen, die nicht lieben dürfen        | 3 | 0 |
| Amore in Stockholm                     | 2 | 1 |
| Das indiskrete Zimmer                  | 2 | 1 |
| Der Preis                              | 2 | 1 |
| Frühstück in der Todeszelle            | 2 | 1 |
| Hotel International                    | 2 | 1 |
| Bye Bye Birdie                         | 2 | 0 |
| Charade                                | 2 | 0 |
| Der häßliche Amerikaner                | 2 | 0 |
| Ein Ehebett zur Probe                  | 2 | 0 |
| Eine total, total verrückte Welt       | 2 | 0 |
| Lockender Lorbeer                      | 2 | 0 |
| Puppen unterm Dach                     | 2 | 0 |
| Staatsaffären                          | 2 | 0 |
| Verliebt in einen Fremden              | 2 | 0 |

### Bester Film – Drama
Der Kardinal (The Cardinal) – Regie: Otto Preminger
- Captain Newman (Captain Newman, M. D.) – Regie: David Miller
- Cleopatra – Regie: Joseph L. Mankiewicz
- Der Wildeste unter Tausend (Hud) – Regie: Martin Ritt
- Die Unbezwingbaren (America, America) – Regie: Elia Kazan
- Frauen, die nicht lieben dürfen (The Caretakers) – Regie: Hall Bartlett
- Gesprengte Ketten (The Great Escape) – Regie: John Sturges
- Lilien auf dem Felde (Lilies of the Field) – Regie: Ralph Nelson

### Bester Film – Musical/Komödie
Tom Jones – Zwischen Bett und Galgen (Tom Jones) – Regie: Tony Richardson
- Bye Bye Birdie – Regie: George Sidney
- Das Mädchen Irma la Douce (Irma La Douce) – Regie: Billy Wilder
- Ein Ehebett zur Probe (Under the Yum Yum Tree) – Regie: David Swift
- Eine kitzlige Sache (A Ticklish Affair) – Regie: George Sidney
- Eine total, total verrückte Welt (It’s a Mad, Mad, Mad, Mad World) – Regie: Stanley Kramer

### Bester Film zur Völkerverständigung
Lilien auf dem Felde (Lilies of the Field) – Regie: Ralph Nelson
- Captain Newman (Captain Newman, M. D.) – Regie: David Miller
- Der Kardinal (The Cardinal) – Regie: Otto Preminger
- Die Unbezwingbaren (America, America) – Regie: Elia Kazan
- Staatsaffären (A Global Affair) – Regie: Jack Arnold

### Beste Regie
Elia Kazan – Die Unbezwingbaren (America, America)
- Hall Bartlett – Frauen, die nicht lieben dürfen (The Caretakers)
- George Englund – Der häßliche Amerikaner (The Ugly American)
- Joseph L. Mankiewicz – Cleopatra
- Otto Preminger – Der Kardinal (The Cardinal)
- Tony Richardson – Tom Jones – Zwischen Bett und Galgen (Tom Jones)
- Martin Ritt – Der Wildeste unter Tausend (Hud)
- Robert Wise – Bis das Blut gefriert (The Haunting)

### Bester Hauptdarsteller – Drama
Sidney Poitier – Lilien auf dem Felde (Lilies of the Field)
- Marlon Brando – Der häßliche Amerikaner (The Ugly American)
- Stathis Giallelis – Die Unbezwingbaren (America, America)
- Rex Harrison – Cleopatra
- Steve McQueen – Verliebt in einen Fremden (Love with the Proper Stranger)
- Paul Newman – Der Wildeste unter Tausend (Hud)
- Gregory Peck – Captain Newman (Captain Newman, M. D.)
- Tom Tryon – Der Kardinal (The Cardinal)

### Beste Hauptdarstellerin – Drama
Leslie Caron – Das indiskrete Zimmer (The L-Shaped Room)
- Polly Bergen – Frauen, die nicht lieben dürfen (The Caretakers)
- Geraldine Page – Puppen unterm Dach (Toys in the Attic)
- Rachel Roberts – Lockender Lorbeer (This Sporting Life)
- Romy Schneider – Der Kardinal (The Cardinal)
- Alida Valli – El hombre de papel
- Marina Vlady – Die Bienenkönigin (Una storia moderna – l’ape regina)
- Natalie Wood – Verliebt in einen Fremden (Love with the Proper Stranger)

### Bester Hauptdarsteller – Musical/Komödie
Alberto Sordi – Amore in Stockholm (Il diavolo)
- Albert Finney – Tom Jones – Zwischen Bett und Galgen (Tom Jones)
- James Garner – Getrennte Betten (The Wheeler Dealers)
- Cary Grant – Charade
- Jack Lemmon – Das Mädchen Irma la Douce (Irma La Douce)
- Jack Lemmon – Ein Ehebett zur Probe (Under the Yum Yum Tree)
- Frank Sinatra – Wenn mein Schlafzimmer sprechen könnte (Come Blow Your Horn)
- Terry-Thomas – Auch die Kleinen wollen nach oben (The Mouse on the Moon)
- Jonathan Winters – Eine total, total verrückte Welt (It’s a Mad, Mad, Mad, Mad World)

### Beste Hauptdarstellerin – Musical/Komödie
Shirley MacLaine – Das Mädchen Irma la Douce (Irma La Douce)
- Doris Day – Eine zuviel im Bett (Move Over, Daling)
- Audrey Hepburn – Charade
- Hayley Mills – Summer Magic
- Ann-Margret Olsson – Bye Bye Birdie
- Molly Picon – Wenn mein Schlafzimmer sprechen könnte (Come Blow Your Horn)
- Jill St. John – Wenn mein Schlafzimmer sprechen könnte (Come Blow Your Horn)
- Joanne Woodward – Eine neue Art von Liebe (A New Kind of Love)

### Bester Nebendarsteller
John Huston – Der Kardinal (The Cardinal)
- Lee J. Cobb – Wenn mein Schlafzimmer sprechen könnte (Come Blow Your Horn)
- Bobby Darin – Captain Newman (Captain Newman M.D.)
- Melvyn Douglas – Der Wildeste unter Tausend (Hud)
- Hugh Griffith – Tom Jones – Zwischen Bett und Galgen (Tom Jones)
- Paul Mann – Die Unbezwingbaren (America, America)
- Roddy McDowall – Cleopatra
- Gregory Rozakis – Die Unbezwingbaren (America, America)

### Beste Nebendarstellerin
Margaret Rutherford – Hotel International (The V.I.P.s)
- Diane Baker – Der Preis (The Prize)
- Joan Greenwood – Tom Jones – Zwischen Bett und Galgen (Tom Jones)
- Wendy Hiller – Puppen unterm Dach (Toys in the Attic)
- Linda Marsh – Die Unbezwingbaren (America, America)
- Patricia Neal – Der Wildeste unter Tausend (Hud)
- Liselotte Pulver – Staatsaffären (A Global Affair)
- Lilia Skala – Lilien auf dem Felde (Lilies of the Field)

### Bester Nachwuchsdarsteller
Albert Finney – Tom Jones – Zwischen Bett und Galgen (Tom Jones)

Stathis Giallelis – Die Unbezwingbaren (America, America)

Robert Walker Jr. – Frühstück in der Todeszelle (The Ceremony)
- Alain Delon – Der Leopard (Il Gattopardo)
- Peter Fonda – Die Sieger (The Victors)
- Larry Tucker – Schock-Korridor (Shock Corridor)

### Beste Nachwuchsdarstellerin
Ursula Andress – James Bond jagt Dr. No (Dr. No)

Tippi Hedren – Die Vögel (The Birds)

Elke Sommer – Der Preis (The Prize)
- Joey Heatherton – Rufmord (Twilight of Honor)
- Leslie Parrish – Der Fuchs geht in die Falle (For Love or Money)
- Maggie Smith – Hotel International (The V.I.P.s)

### Bester fremdsprachiger Film
Lautlos wie die Nacht (Mélodie en sous-sol), Frankreich – Regie Henri Verneuil
- Amore in Stockholm (Il diavolo), Italien – Regie Gian Luigi Polidoro
- Gestern, heute und morgen (Ieri, oggi e domani), Italien – Regie Vittorio De Sica
- Taiheiyo hitori-botchi, Japan – Regie Kon Ichikawa
- Die vier Tage von Neapel (Le quattro giornate di Napoli), Italien – Regie Nanni Loy
- Zwischen Himmel und Hölle (Tengoku to Jigoku), Japan – Regie Akira Kurosawa

### Bester ausländischer Film in englischer Sprache
Tom Jones – Zwischen Bett und Galgen (Tom Jones), Großbritannien – Regie: Tony Richardson
- Das indiskrete Zimmer, (The L-Shaped Room), Großbritannien – Regie: Bryan Forbes
- Frühstück in der Todeszelle (The Ceremony), Spanien/USA – Regie: Laurence Harvey
- Lockender Lorbeer (This Sporting Life), Großbritannien – Regie: Lindsay Anderson

## Cecil B. DeMille Award
Joseph E. Levine

## Miss Golden Globe
Linda Evans